# Not of This Earth
Not of This Earth – pierwszy album studyjny amerykańskiego gitarzysty Joe Satrianiego. Wydawnictwo ukazało się w 1986 roku nakładem wytwórni muzycznej Relativity Records. Oryginalna szata graficzna użyta przy pierwszym tłoczeniu tego albumu zaginęła i została zastąpiona nową wersją, której użyto do wszystkich wydań CD. 

## Lista utworów
Opracowano na podstawie materiału źródłowego
Muzyka: Joe Satriani (utwory 1-10), Johna Cuniberti (utwór 4).
1. „Not of This Earth” – 3:55
2. „The Snake” – 4:40
3. „Rubina” – 5:50
4. „Memories” – 4:00
5. „Brother John” – 2:07
6. „The Enigmatic” – 3:25
7. „Driving at Night” – 3:30
8. „Hordes of Locusts” – 4:55
9. „New Day” – 3:56
10. „Headless Horseman” – 1:50